# Sugar ’n’ Spice (альбом Пегги Ли)
| Оценки критиков               | Оценки критиков |
| Источник                      | Оценка          |
| ----------------------------- | --------------- |
| AllMusic                      | [ 2 ]           |
| Encyclopedia of Popular Music | [ 3 ]           |

Sugar ’n’ Spice — студийный альбом американской певицы Пегги Ли, выпущенный в 1962 году на лейбле Capitol Records. Аранжировщиком альбома выступил Бенни Картер. Альбом занял 40-ю позицию в чарте Billboard Top LP’s и пробыл там в общей сложности двадцать одну неделю.

## Отзывы критиков
Скотт Яноу из AllMusic отметил прекрасный голос Пегги Ли на протяжении всего этого джазового сета. Он также заметил, что на альбоме нет песен продолжительностью более трёх минут, поэтому бэк-группам особо негде разгуляться. Тем не менее, он отметил довольно сильный материал, с такими яркими моментами, как «See See Rider», «When the Sun Comes Out», «I’ve Got the World on a String» и «Big Bad Bill Is Sweet William Now», и назвал альбом одной из лучших записей Ли начала 60-х годов.

## Список композиций
| №                   | Название                  | Автор(ы)                | Длительность |
| ------------------- | ------------------------- | ----------------------- | ------------ |
| 1.                  | «Ain’t That Love»         | Рэй Чарльз              | 1:59         |
| 2.                  | «The Best is Yet to Come» | Сай Коулман, Кэролин Ли | 3:19         |
| 3.                  | «I Believe in You»        | Фрэнк Лессер            | 2:45         |
| 4.                  | «Embrasse-Moi»            | Пегги Ли, Д'Эми Барелли | 3:23         |
| 5.                  | «See See Rider»           | Ма Рейни                | 2:34         |
| 6.                  | «Teach Me Tonight»        | Сэмми Кан, Джин Де Пол  | 2:22         |
| Общая длительность: | Общая длительность:       | Общая длительность:     | 16:22        |

| №                   | Название                              | Автор(ы)                              | Длительность |
| ------------------- | ------------------------------------- | ------------------------------------- | ------------ |
| 1.                  | «When the Sun Comes Out»              | Гарольд Арлен, Тед Колер              | 2:46         |
| 2.                  | «Tell All the World About You»        | Рэй Чарльз                            | 2:30         |
| 3.                  | «I Don’t Wanna Leave You Now»         | Пегги Ли, Ричард Хазард, Джинн Тейлор | 2:21         |
| 4.                  | «The Sweetest Sounds»                 | Ричард Роджерс                        | 1:50         |
| 5.                  | «I’ve Got the World on a String»      | Гарольд Арлен, Тед Колер              | 2:20         |
| 6.                  | «Big Bad Bill (Is Sweet William Now)» | Милтон Эгер, Джек Йеллен              | 2:37         |
| Общая длительность: | Общая длительность:                   | Общая длительность:                   | 14:24        |

## Чарты
| Чарты (1962)             | Высшая позиция |
| ------------------------ | -------------- |
| США (Billboard Top LP’s) | 40             |